# 蒼井怜
蒼井 怜（あおい れい、1988年12月13日 - ）は日本のAV女優。ティーパワーズ所属。

## 人物・略歴
- 東京都出身。
- 血液型はA型
- 趣味は買物[1]。
- 2008年12月21日、h.m.pより『Honey Bunny 蒼井怜』でデビュー。
- 2009年7月、嵐を呼ぶスーパーガールへ移籍。
- 2010年3月以降、新作のリリースが途絶えており、事実上の引退状態となっている。

## リリース作品

### アダルトビデオ
2008年
- ときめきデビュー!Honey Bunny 蒼井怜（12月21日、h.m.p）

2009年
- ちょこっとヘンタイ初体験（1月21日、h.m.p）
- 絶対コス!（2月21日、h.m.p）
- やりすぎ家庭教師（3月21日、h.m.p）
- 巨乳カメラ（4月21日、h.m.p）
- ハッピーセックス♪（5月21日、h.m.p）
- ism 蒼井怜 Vol.1（5月21日、ビデオバンク）
- おにいちゃん大好き!妹はレイプ萌え 蒼井怜（6月21日、h.m.p）
- 蒼井怜のREAL SEX HISTORY（7月13日、嵐を呼ぶスーパーガール）
- ism 蒼井怜 Vol.2（7月21日、ビデオバンク）
- スキあり!パンチラ女子校生（8月13日、嵐を呼ぶスーパーガール）
- ism 蒼井怜 Vol.3（9月21日、ビデオバンク）
- セル初 Super beautiful face（9月25日、美）
- 白衣の下は変態ナース（10月25日、美）
- 100％ 蒼井怜 BEST 4時間（11月21日、ビデオバンク）
- 素人生ザーメン蒼井怜のマンコをファンのみんなで鑑賞会して綺麗な顔にぶっかけろ!（11月25日、美）
- スチュワーデス顔射物語 ～精子大好きエロCA～（12月25日、ビデオバンク）

2010年
- 初めてのザーメンごっくん（2月13日、MOODYZ）

## 出演

### テレビ番組
- アリケン（2009年4月25日、テレビ東京）- 「女子を見る目を養え! アリケンブラックジャック」 コーナーに出演。